# Deutsche Fußballmeisterschaft 1925/26
Die neunzehnte deutsche Fußballmeisterschaft war eine Meisterschaft der Überraschungen: Titelverteidiger 1. FC Nürnberg konnte sich nicht für die Endrunde qualifizieren – man war in der Bayernliga nur Zweiter hinter FC Bayern München geworden –, Vizemeister FSV Frankfurt scheiterte im Viertelfinale deutlich mit 2:8 an Hertha BSC, der Hamburger SV, Abonnement-Meister des Nordens, wurde dort lediglich Vizemeister, Bayern München wurde für damalige Verhältnisse überraschend Südmeister, um dann in der ersten Runde bei Fortuna Leipzig auszuscheiden. Ein weiterer Überraschungsteilnehmer war neben Fortuna Leipzig der BV Altenessen 06.
Die SpVgg Fürth wurde zum zweiten Mal deutscher Meister. Als Dritter der Bayernliga war der Verein sportlich gescheitert, doch als süddeutscher Pokalsieger durfte die Teilnahme an der süddeutschen Endrunde erfolgen. Dort wurde hinter den Bayern der zweite Platz belegt, dem eine Leistungssteigerung bei der Deutschen Meisterschaft folgte. Aufgrund der Art und Weise wie der Titel für die Fürther zustande kam, wurde teils nach einer grundlegenden Reform des Meisterschaftsmodus gerufen.
Eine Enttäuschung gab es für die westdeutschen Teams: Alle drei Mannschaften schieden in der ersten Runde aus. Viele führten dies auf den „neuen Weg“ zurück, der damit auch zu Ende ging. Die Dauer der kommenden Saison sollte wieder, wie üblich, über ein Jahr gehen.
Weitere deutsche Fußballmeister in diesem Jahr waren der Dresdner SV 1910, der seinen ATSB-Titel erfolgreich verteidigte, ebenso wie der MTV Fürth bei der Deutschen Turnerschaft. Die Deutsche Jugendkraft spielte in diesem Jahr erneut keinen Meister aus.

## Teilnehmer an der Endrunde
| Verein                | Qualifiziert als                                              |
| VfB Königsberg        | Nordostdeutscher Meister                                      |
| Stettiner SC          | Nordostdeutscher Vizemeister                                  |
| Breslauer SC 08       | Südostdeutscher Meister                                       |
| FC Viktoria Forst     | Südostdeutscher Vizemeister                                   |
| Hertha BSC            | Meister Berlin-Brandenburg                                    |
| SV Norden-Nordwest 98 | Vizemeister Berlin-Brandenburg                                |
| Dresdner SC           | Mitteldeutscher Meister                                       |
| SV Fortuna Leipzig 02 | Sieger der mitteldeutschen Qualifikation um den 2. Teilnehmer |
| Holstein Kiel         | Norddeutscher Meister                                         |
| Hamburger SV          | Norddeutscher Vizemeister                                     |
| VfR Köln 04 rrh.      | Westdeutscher Meister                                         |
| BV Altenessen 06      | Westdeutscher Vizemeister                                     |
| Duisburger SpV        | Sieger der westdeutschen Qualifikation um den 3. Teilnehmer   |
| FC Bayern München     | Süddeutscher Meister                                          |
| SpVgg Fürth           | Süddeutscher Vizemeister                                      |
| FSV Frankfurt         | Dritter der süddeutschen Meisterschaft                        |

## Achtelfinale
| Datum        |                       | Ergebnis  | !Stadion                                            |
| ------------ | --------------------- | --------- | --------------------------------------------------- |
| 16. Mai 1926 | Duisburger SpV        | 1:3 (1:2) | Hamburger SV \|Duisburg, Wedaustadion               |
| 16. Mai 1926 | SV Fortuna Leipzig 02 | 2:0 (0:0) | FC Bayern München \|Leipzig, Wackerstadion          |
| 16. Mai 1926 | FSV Frankfurt         | 2:1 (2:1) | BV Altenessen 06 \|Frankfurt am Main, Waldstadion   |
| 16. Mai 1926 | Hertha BSC            | 4:0 (0:0) | VfB Königsberg \|Berlin, Preußen-Platz              |
| 16. Mai 1926 | Breslauer SC 08       | 1:0 (0:0) | Dresdner SC \|Breslau, Sportplatz Kleinburg         |
| 16. Mai 1926 | Holstein Kiel         | 8:2 (4:0) | Stettiner SC \|Kiel, Holstein-Stadion               |
| 16. Mai 1926 | SpVgg Fürth           | 5:0 (2:0) | FC Viktoria Forst \|Fürth, Ronhof                   |
| 17. Mai 1926 | VfR Köln 04 rrh.      | 1:2 (0:0) | SV Norden-Nordwest 98 \|Köln, Müngersdorfer Stadion |

## Viertelfinale
| Datum        |                       | Ergebnis  | !Stadion                                             |
| ------------ | --------------------- | --------- | ---------------------------------------------------- |
| 30. Mai 1926 | Hamburger SV          | 6:2 (3:1) | SV Fortuna Leipzig 02 \|Hamburg, Sportplatz Hoheluft |
| 30. Mai 1926 | Hertha BSC            | 8:2 (5:1) | FSV Frankfurt \|Nürnberg, Zabo                       |
| 30. Mai 1926 | SV Norden-Nordwest 98 | 0:4 (0:2) | Holstein Kiel \|Berlin, Deutsches Stadion            |
| 30. Mai 1926 | SpVgg Fürth           | 4:0 (3:0) | Breslauer SC \|Leipzig, Probstheidaer Stadion        |

## Halbfinale
| Datum        |             | Ergebnis  | !Stadion                                 |
| ------------ | ----------- | --------- | ---------------------------------------- |
| 6. Juni 1926 | Hertha BSC  | 4:2 (2:1) | Hamburger SV \|Berlin, Deutsches Stadion |
| 6. Juni 1926 | SpVgg Fürth | 3:1 (1:0) | Holstein Kiel \|Düsseldorf, Rheinstadion |

## Finale
| SpVgg Fürth                                               | SpVgg Fürth | Hertha BSC | Hertha BSC |
| --------------------------------------------------------- | --- | --- | ---------- |
| SpVgg Fürth                                               | \| Sonntag, 13. Juni 1926 in Frankfurt am Main (Waldstadion) \| \| Ergebnis: 4:1 (3:1) \| \| Zuschauer: 40.000 \| \| Schiedsrichter: Fritz Spranger (Glauchau) \|                                  | \| Sonntag, 13. Juni 1926 in Frankfurt am Main (Waldstadion) \| \| Ergebnis: 4:1 (3:1) \| \| Zuschauer: 40.000 \| \| Schiedsrichter: Fritz Spranger (Glauchau) \| | Hertha BSC |
| SpVgg Fürth                                               | Gustav Hörgren – Hans Hagen, Willy Ascherl – Georg Kießling, Urbel Krauß, Ludwig Leinberger – Josef Müller, Konrad Kleinlein, Karl Auer, Andreas Franz, Lony Seiderer Cheftrainer: William Townley | Alfred Götze – Emil Domscheidt, Max Fischer – Otto Leuschner, Hanne Sobek, Karl Tewes – Willi Völker, Hans Grenzel, Erich Güller, Willi Kirsei, Hans Ruch         | Hertha BSC |
| SpVgg Fürth                                               | 1:1 Seiderer (27.) 2:1 Auer (34.) 3:1 Leuschner (38., Eigentor) 4:1 Ascherl (68.) | 0:1 Ruch (9.) | Hertha BSC |
| Sonntag, 13. Juni 1926 in Frankfurt am Main (Waldstadion) | | |            |
| Ergebnis: 4:1 (3:1)                                       | | |            |
| Zuschauer: 40.000                                         | | |            |
| Schiedsrichter: Fritz Spranger (Glauchau)                 | | |            |

## Torschützenliste
| Spieler | Spieler        | Verein        | Spiele | Tore |
| ------- | -------------- | ------------- | ------ | ---- |
| 1.      | Otto Harder    | Hamburger SV  | 3      | 6    |
| 2.      | Willi Kirsei   | Hertha BSC    | 4      | 5    |
| 3.      | Waldemar Lübke | Holstein Kiel | 3      | 4    |
| 4.      | Willy Ascherl  | SpVgg Fürth   | 4      | 4    |
| 4.      | Andreas Franz  | SpVgg Fürth   | 4      | 4    |
| 4.      | Hans Ruch      | Hertha BSC    | 4      | 4    |